# Tupaia montana
Tupaia montana é uma espécie de mamífero arborícola da família Tupaiidae. Endêmica da ilha de Bornéu (Indonésia, Brunei e Malásia).